# هگزین
هگزین می‌تواند به یکی از ترکیبات شیمیایی زیر اشاره داشته باشد:
- ۱-هگزین
- ۲-هگزین
- ۳-هگزین